# Siek
Siek là một đô thị ở huyện Stormarn, bang Schleswig-Holstein, Đức. Đô thị này có diện tích 12,47 km², dân số thời điểm 31 tháng 12 năm 2006 là 1992 người. Đô thị này có cự ly khoảng 6 km về phía đông nam của Ahrensburg, và 24 km về phía đông bắc của Hamburg.
Siek là thủ phủ của Amt Siek.